# Prismognathus siniaevi
Prismognathus siniaevi là một loài bọ cánh cứng trong họ Lucanidae. Loài này được Ikeda mô tả khoa học năm 1997.